# Eleutherodactylus teretistes
Eleutherodactylus teretistes es una especie de anfibio anuro de la familia Eleutherodactylidae.

## Distribución geográfica
Esta especie es endémica de México. Habita en los estados de Nayarit, Sinaloa y Durango entre los 840 y 1200 m de altitud en la Sierra Madre Occidental.

## Publicación original
- Duellman, 1958 : A review of the frogs of the genus Syrrhophus in western Mexico. Occasional papers of the Museum of Zoology University of Michigan, n.º 594, p. 1-15[5]